# Dichromopsyche
Dichromopsyche é um gênero de mariposa pertencente à família Acrolophidae.